# Petrus Christus

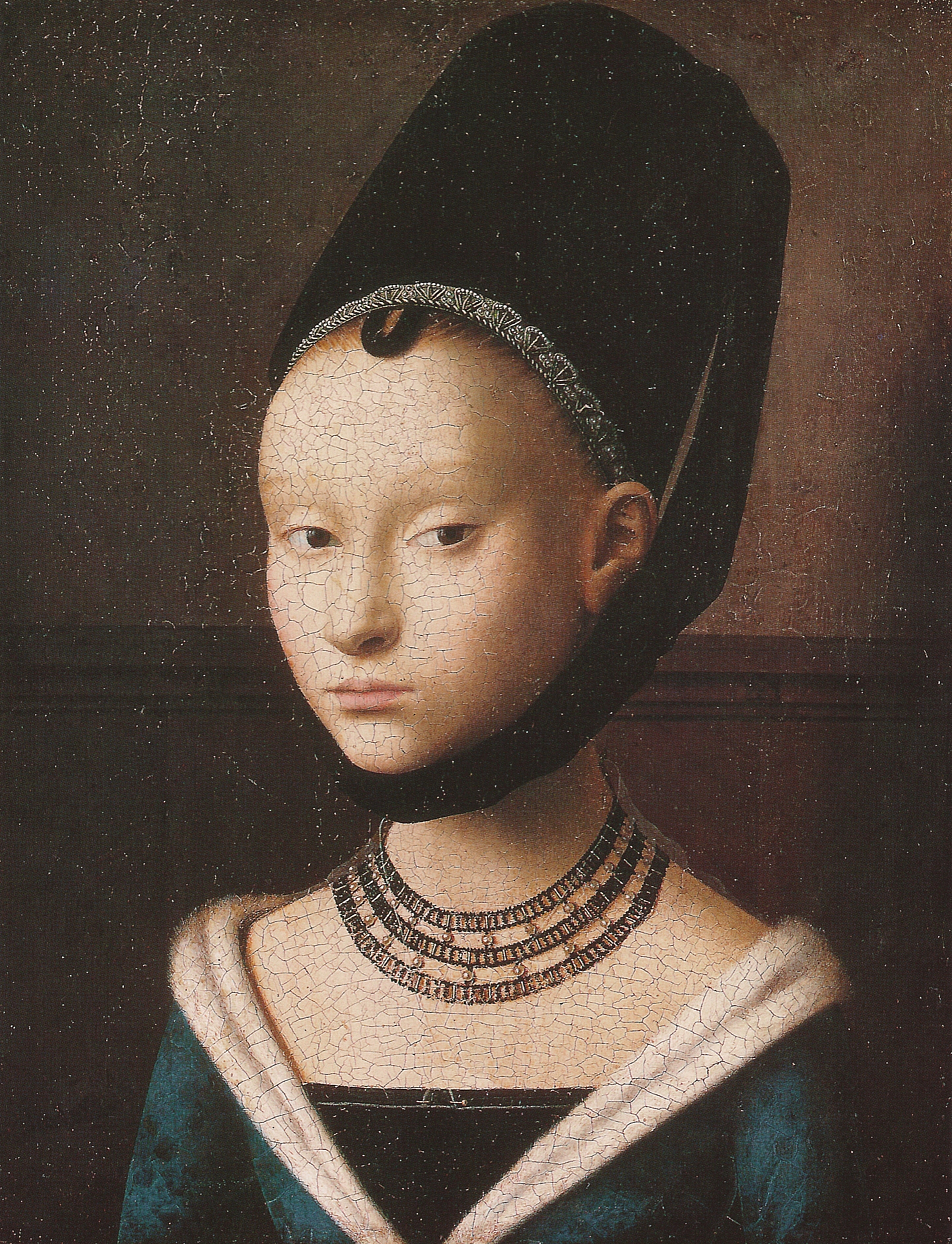
Petrus Christus - "Porträtt av okänd dam" (c:a 1460). Staatliche Museen, Berlin.

Petrus Christus, född under 1410-talet i närheten av Breda, död 1472 i Brygge, nederländsk målare, verksam i Brygge från 1444.
Petrus Christus var elev och efterföljare till Jan van Eyck, och alla hans målningar har någon gång förväxlats med dennes. Vid van Eycks död 1441 övertog han mästarens verkstad. Den senaste forskningen ser i Christus inte längre bara den store mästarens epigon utan framhäver den självständige konstnären. Christus måleri uppvisar i övrigt tydliga influenser från bl.a. Dirk Bouts, Robert Campin och Rogier van der Weyden.
Det är fortfarande inte fastställt om Christus besökte Italien och på så sätt var den som överförde stilen och de tekniska framstegen hos de främsta nordeuropeiska målarna till Antonello da Messina och andra italienska målare.
Den förtjusande Porträtt av okänd dam räknas till mästerverken i nederländskt måleri. Bilden markerar en ny utvecklingsfas i det nederländska porträttmåleriet. Den visar inte längre den unga kvinnan framför en obestämd bakgrund utan i ett konkret, genom väggpanelerna definierat rum. Den okända kvinnan utstrålar adlig elegans, och bilden har en både fascinerande och ouppnåelig verkan. Det utsökta klädmodet ger kanske en vink om att den unga damen kommer från Frankrike.